# ATP Challenger Ixtapa
Der ATP Challenger Ixtapa (offiziell: Ixtapa Challenger) war ein Tennisturnier, das 1992 und 1997 in Ixtapa Zihuatanejo, Mexiko, stattfand. Es gehörte zur ATP Challenger Tour und wurde im Freien auf Hartplatz gespielt.

## Liste der Sieger

### Einzel
| Jahr                         | Sieger               | Finalgegner     | Ergebnis |
| ---------------------------- | -------------------- | --------------- | -------- |
| 1997                         | Steve Campbell       | Tuomas Ketola   | 7:6, 6:1 |
| 1993–1996: nicht ausgetragen |                      |                 |          |
| 1992                         | Luis-Enrique Herrera | Andrew Sznajder | 6:1, 6:2 |

### Doppel
| Jahr                         | Sieger                     | Finalgegner                     | Ergebnis                 |
| ---------------------------- | -------------------------- | ------------------------------- | ------------------------ |
| 1997                         | Chris Haggard Maurice Ruah | Bernardo Martínez Rogier Wassen | 6:4, 7:6                 |
| 1993–1996: nicht ausgetragen |                            |                                 |                          |
| 1992                         | Doppel nicht ausgetragen   | Doppel nicht ausgetragen        | Doppel nicht ausgetragen |